# Corynopuntia reflexispina
Corynopuntia reflexispina är en kaktusväxtart som först beskrevs av Ira Loren Wiggins och Reed Clark Rollins, och fick sitt nu gällande namn av Curt Backeberg. Corynopuntia reflexispina ingår i släktet Corynopuntia, och familjen kaktusväxter. Inga underarter finns listade i Catalogue of Life.